# Rašeliniště Klenová
Rašeliniště Klenová je přírodní památka západně od Klenové a jihovýchodně od Senotína u Nové Bystřice v okrese Jindřichův Hradec. Oblast spravuje Agentura ochrany přírody a krajiny ČR. Důvodem ochrany je zachování mokřadních biotopů, především lučního rašeliniště s řadou rostlinných a živočišných druhů a společenstev.